# Taddeo Taddei
Taddeo Taddei (1470 – 1529) è stato un mecenate e umanista italiano.

## Biografia
Giorgio Vasari scrive che il Taddei possedette un bassorilievo di marmo scolpito da Michelangelo e rappresentante l'effigie della Madonna. L'opera, detta Tondo Taddei, si trova oggi a Londra presso la Royal Academy of Arts.

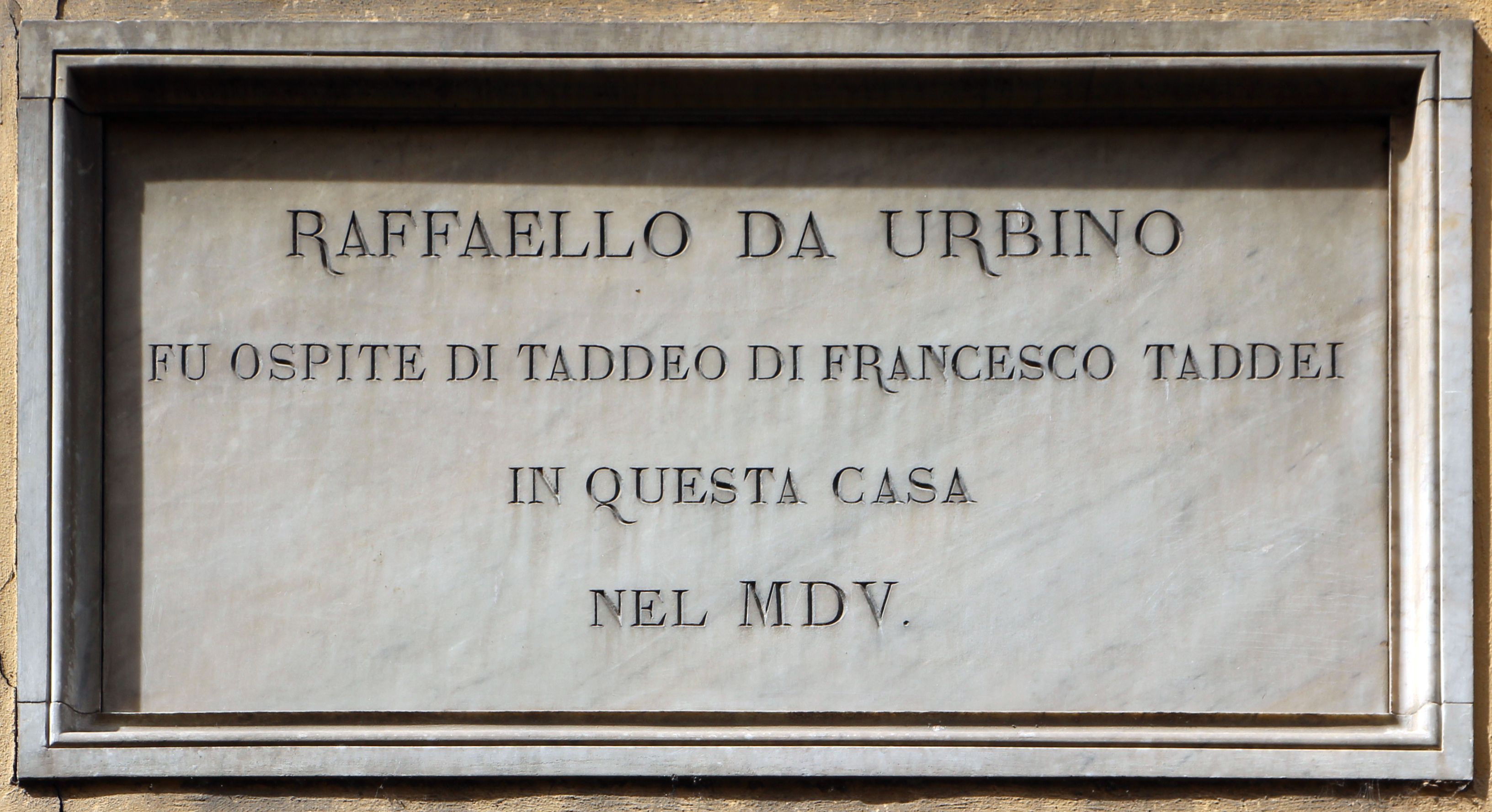
Lapide in via Ginori 19 a Firenze

Il Vasari afferma, inoltre, che Raffaello, ospite del Taddei nel palazzo situato al numero 19 di via de' Ginori (oggi Palazzo Tolomei-Biffi), oppure nel Palazzo Taddei al numero 15, donò allo stesso due quadri raffiguranti soggetti religiosi: si tratta della Madonna del Prato oggi al Kunsthistorisches Museum di Vienna e della Sacra Famiglia con palma, oggi alla National Gallery of Scotland di Edimburgo.
Baccio d'Agnolo, come afferma il Vasari, fece ancora la casa de' Taddei a Taddeo di quella famiglia, che fu tenuta comodissima e bella, quella situata appunto al numero 19.